# Greenhithe
Greenhithe är en ort i grevskapet Kent i sydöstra England. Orten ligger i distriktet Dartford, cirka 4,5 kilometer öster om Dartford och cirka 6 kilometer väster om Gravesend. Greenhithe hade 7 485 invånare vid folkräkningen år 2021.